# Санта-Фе (приток Рио-Гранде)
Санта-Фе (англ. Santa Fe River) — река, протекающая в округах Санта-Фе и Сандовал в штате Нью-Мексико, США. Имеет длину около 74 км. Площадь водосборного бассейна — 645 км² (249 кв. миль), по другим данным — 629 км² (243 кв. мили), 257 км². Является притоком реки Рио-Гранде.

## Описание
Река берёт начало в горном массиве Сангре-де-Кристо и проходит через город Санта-Фе, обеспечивая примерно 40 % городского водоснабжения. Река — частично пересыхающая, имеет два участка с постоянным течением. Среднегодовой расход воды меняется от 0,06 до 0,8 м³/с (от 2 до 28 кубических футов в секунду).